# Güllich Wallén
Anton Mathias Güllich Wallén, född 8 augusti 1805 i Näsinge församling, Göteborgs och Bohus län, död 22 september 1883 i Ås församling, Hallands län, var en svensk godsägare och riksdagsman.
Wallén var godsägare i Hallands län. Han var ledamot av borgarståndet 1840/1841 för Varberg, Laholm och Kungsbacka samt ledamot av andra kammaren för Fjäre och Viske häraders valkrets mandatperioden 1867-1870.